# Kazimierz Cwynar
Kazimierz Janusz Cwynar, ps. Grizzly (ur. 4 marca 1948 we Wrocławiu) – polski gitarzysta basowy, wokalista, multiinstrumentalista. W Nurcie, Katji und Romanie, Teście, Grupie T, 2 plus 1, Porter Bandzie, Pańczy Tantrze i Stalowym Bagażu współpracował z Aleksandrem Mrożkiem.

## Życiorys
Z wykształcenia technik-mechanik. Jest muzycznym samoukiem. Debiutował w szkolnym zespole Wamity (1965-1967). Od jesieni 1967 roku członek zespołu Apopeldoki (zreformowane Nastolatki). Kolejne grupy w których grał pod koniec lat 60. XX w. to rhythm and bluesowe eRBe (1967-1969) i Awers (1969-1970). Od listopada 1970 roku do września 1974 roku był basistą grupy Nurt z którą nagrał jej debiutancki album pt. Nurt (wyd. 1973) i zarejestrował nagrania radiowe. W międzyczasie grywał w zespole Romuald i Roman z którym wystąpił w filmie Trąd (1971) oraz z formacją Freedom pod wodzą Ryszarda „Gwalberta” Miśka. Po epizodzie z Katją und Romanem współpracował z Testem (1975-1976) i Grupą T (1977-1979), której liderem był Jerzy Krzemiński. Pod koniec dekady koncertował z 2 plus 1 i rozpoczął współpracę z Johnem Porterem w zespole Porter Band (1979-1980). Równolegle grał na tabli i bajanie w zespole Pańcza Tantra, który wykonywał improwizowaną muzykę etniczną, opartą na rytmice hinduskiej i skalach indyjskich. Po rozstaniu z Porter Bandem na początku lat 80. XX wieku grał w zespole Stalowy Bagaż (1981-1983), który przez krótki okres towarzyszył Izabeli Trojanowskiej i rozpoczął samodzielną działalność. Po rozpadzie formacji muzyk związał się z zespołami Tabu (1983-1984) i Poerox (1984). W 1984 roku wyjechał do Niemiec i skupił się na pracy w grupach występujących zarobkowo w zagranicznych lokalach. Był członkiem zespołów Sunny Band (1984-1990), Top Selection (1992-1998) i Ted und Die Fremden (1999-2009) – nagrał z nimi trzy płyty. Na początku 2001 roku wziął udział w reaktywacji legendarnej wrocławskiej formacji Romuald i Roman oraz w reaktywacjach grupy Nurt (w 2000 i 2006 roku). Przez wiele lat mieszkał w Düsseldorfie, lecz od 2009 roku ponownie mieszka we Wrocławiu, gdzie od 16 grudnia tegoż roku, wraz z żoną Anetą prowadzi ośrodek jeździecki pod nazwą „Stajnia Szafir”.

## Dyskografia

### Nurt
- Nurt (LP, 1973)
- The Complete Radio Sessions 1972/1974 (CD, 2013)[3]

Nagrania radiowe:
- Studio Polskiego Radia M-1 w Warszawie (02.1972): Kto ma dziś czas, Piszę kredą na asfalcie, Parter na klaustrofobię, Syn strachu, Morze ognia, Holograficzne widmo, Impresja w E[3].
- Duże Studio Polskiego Radia Wrocław (05.1974): Gato, Różaniec czasu, Akrobata, Na odległość rąk, Rock bez tytułu[3].

### Test
- Z Archiwum Polskiego Radia, Vol. 9 – Test (CD, 2008)[10]

Nagrania radiowe:
- P. R. Warszawa (1975): Bez problemów, Nie bądź taka pewna siebie[10].

### Porter Band
- Helicopters (LP, 1980)
- Mobilization (LP, 1982)

### Izabela Trojanowska i Stalowy Bagaż
- Przyda się do kartoteki (EP, 1981)
- Polskie Radio – Studio Młodych, VIII Konkurs na Piosenkę dla młodzieży (LP, 1981 – kompilacja)
- Przyda się do kartoteki – materiał dodany, jako bonus do płyty kompaktowej I. Trojanowskiej pt. Układy

### Stalowy Bagaż
- 2017: Ciężki Rok (CD, 2017)[11]

Nagrania radiowe:
- Polskie Radio Poznań (05.1981): Hamuj, hamuj; Baczność, Riki Tiki, Pożegnanie pychy[11].
- Polskie Radio Szczecin (12.1981): Nie idź do opery, Wojna słów, List emigranta, Bądź sobą, Ciężki rok, Jak zacząć, Po co tu przychodzisz, Za cichy świat, Krzywda, Mój powrót[11].
- Polskie Radio Poznań (1982-1983): Bądź sobą, Opera, Morze ognia (z rep. Nurtu)[12], Synowie nocy (z rep. Nurtu)[12], Aisak, Weź mnie, Oto spowiedź, Wielki błąd, Baczność, Koślawe życie, Paszport[potrzebny przypis].